# Daniel Summerhill
Daniel Summerhill (* 13. Februar 1989 in Englewood, Colorado) ist ein US-amerikanischer Radrennfahrer, der Rennen im Querfeldein, auf der Straße und der Bahn bestreitet.

## Sportliche Karriere
Daniel Summerhill wurde 2005 US-amerikanischer Jugend-Meister im Einzelzeitfahren und im Straßenrennen. Im selben Jahr gewann er den nationalen Titelkampf der Junioren im Cyclocross. Seinen Cyclocross-Meistertitel konnte er im nächsten Jahr in Providence verteidigen. Bei den Cyclocross-Weltmeisterschaften 2007 in Hooglede-Gits gewann Summerhill die Silbermedaille in der Juniorenklasse. 2009 und 2010 errang er in den nationalen Titel in der U23-Klasse. In der Saison 2016/17 errang er im Querfeldein die Bronzemedaille bei den Panamerikameisterschaften.
2013 bekam Summerhill einen Vertrag beim Team  UnitedHealthcare und fuhr fortan verstärkt auch Straßenrennen. 2017 gewann er eine Etappe der Tour de Taiwan und Prolog der Japan-Rundfahrt.
Wenig später musste Summerhill in den USA vor Gericht erscheinen, weil er während einer Trainingsfahrt im Februar in einer Wohngegend in Jefferson County, Colorado, mindestens drei Schüsse abgefeuert hatte. Als Begründung gab er an, er habe „sich abreagieren“ müssen. Daraufhin wurde er von seinem Team entlassen. Im Juli 2018 wurde er zu 100 Sozialstunden verurteilt.
Ende Juli 2018 wurde David Summerhill gemeinsam mit Adrian Hegyvary, Logan Owen und Eric Young US-amerikanischer Meister in der Mannschaftsverfolgung auf der Bahn. Wenige Wochen später errang der US-amerikanische Vierer (Summerhill, Hegyvary, Daniel Holloway und Gavin Hoover) bei den Panamerikameisterschaften im National Cycling Centre auf Trinidad und Tobago die Silbermedaille in der Mannschaftsverfolgung. 2018 startete Summerhill bei den Bahnweltmeisterschaften in Apeldoorn. Er gehörte zum Team, das die Qualifikation für die Mannschaftsverfolgung bei den Olympischen Sommerspielen 2020 in Tokio fuhr und belegte  den zweiten Platz beim Bahnrad-Weltcup 2018/19 in Hongkong. Auf der Straße beschränkte er sich auf Rennen des nationalen Kalenders.
In der aufgrund der COVID-19-Pandemie rennfreien Zeit ging Summerhill davon aus, dass seine aktive Laufbahn beendet ist. Er begann, aufgrund einer schon 1995 diagnostizierten ADHS das Medikament Adderall einzunehmen, auf das er zuvor aufgrund des umstrittenen Rufes im Sport bewusst verzichtet hatte. 2021 kehrte er mit dem Best Buddies Racing team zunächst als Gastfahrer, später als Teammitglied in den Straßenrennsport auf nationaler Ebene zurück. Im August 2021 wurde er bei einer Dopingkontrolle positiv auf Adderall getestet, weil er die Einnahme des Mittels zuvor nicht angezeigt hatte. Daraufhin wurde er von der USADA für ein Jahr gesperrt.
Nach Ablauf der Sperre kehrte Summerhill zurück und ist weiterhin auf nationaler Ebene als Radrennfahrer aktiv.

## Erfolge

### Cyclocross
2005/06
- US-amerikanischer Meister (Junioren)

2006/07
- Junioren-Weltmeisterschaft
- US-amerikanischer Meister (Junioren)

2009/10
- US-amerikanischer Meister (U23)

2010/11
- Krosstoberfest Weekend 2, San Dimas
- US-amerikanischer Meister (U23)

2013/14
- Trek Cyclocross Collective Cup 2, Waterloo

2014/15
- Ellison Park Cyclocross Festival 2, Rochester
- Harbin Park, Fairfield
- Derby City Cup 1, Louisville
- Derby City Cup 2, Louisville

2016/17
- Panamerikameisterschaft

### Straße
2005
- US-amerikanischer Jugend-Meister – Straßenrennen, Einzelzeitfahren

2015
- Bucks County Classic

2017
- eine Etappe Tour de Taiwan
- Prolog Japan-Rundfahrt

### Bahn
2017
- Panamerikameisterschaft – Mannschaftsverfolgung (mit Adrian Hegyvary, Logan Owen und Eric Young)
- US-amerikanischer Meister – Mannschaftsverfolgung (mit Daniel Holloway, Gavin Hoover und Adrian Hegyvary)